# メガゾーン
『メガゾーン』（MEGA ZONE）は、1983年にコナミ（後に版権はコナミデジタルエンタテインメント→コナミアミューズメントに移行）が発売されたアーケード版縦スクロールシューティングゲーム。
2010年にはXbox 360版のGame Roomにて配信されている。

## 概要
自機の戦車を8方向レバーで操作、発射ボタンで攻撃して敵基地を破壊することが目的。いくつか分岐点があり、選ぶ分岐によって難易度も多少変わってくる。最終面の基地を破壊すると1周クリアとなり、2周目からは新しい敵が出現して難度も上がる。
丸型のパワーアップアイテムを12個集めると「MEG」と書かれたアイテムが出現する。これを取ると残機1つを失う代わりに自機が巨大化して攻撃力も上がるが、巨大化するために当たり判定も大きくなる。目玉のような形をした基地を壊すと涙の形をしたアイテムが出現し、連続して取っていくと得点が大きく上がる。